# Hau träsk
Hau träsk är en sjö i Gotlands kommun i Fleringe socken på norra Gotland. Träsket har en area på 0,923 kvadratkilometer och ligger 3 meter över havet. Vid provfiske har abborre, gädda, mört och sarv fångats i sjön.

## Delavrinningsområde
Hau träsk ingår i det delavrinningsområde (642296-169015) som SMHI kallar för Vid mätstation Hauträsk Nedre. Avrinningsområdets medelhöjd är 17 meter över havet och ytan är 7,38 kvadratkilometer. Det finns inga delavrinningsområden uppströms utan avrinningsområdet är högsta punkten. Delavrinningsområdets utflöde mynnar i havet. Delavrinningsområdet består mestadels av skog (55 procent) och öppen mark (25 procent). Avrinningsområdet har 1 kvadratkilometer vattenytor vilket ger avrinningsområdet en sjöprocent på 13,6 procent.